# 雷諾茲維爾 (伊利諾伊州)
雷諾茲維爾（英語：Reynoldsville）是位於美國伊利諾伊州猶尼昂縣的一個非建制地區。該地的面積和人口皆未知。

## 地理
雷諾茲維爾的座標為37°22′02″N 89°23′42″W / 37.36722°N 89.39500°W，而該地的平均海拔高度為104米（即341英尺）。